# Besnik Bilali
Besnik Bilali (Scutari, 11 maggio 1963) è un ex calciatore albanese, di ruolo difensore.

## Carriera

### Nazionale
Ha collezionato 8 presenze con la nazionale albanese nel 1987.